# Felix Krajewski
Felix Krajewski (* 17. Januar 1900 in Neunkirchen (Saar); † 15. August 1989 in Berlin) war ein deutscher römisch-katholischer Theologe und Geistlicher.

## Biographie
Krajewski studierte Theologie in Trier. Nach der Priesterweihe 1923 (Diözese Trier) war er Vicarius cooperator von St. Antonius in Koblenz-Lützel. Nach der Inkardination 1934 in das Bistum Berlin war er Kuratus und Hausgeistlicher in Schöneiche, 1936 Kaplan an St. Elisabeth in Berlin-Hakenfelde und Kuratus an St. Hildegard in Berlin-Frohnau. 1975 wurde er emeritiert.

## Werke
- Christus bei den Kindern. Neue Kinderpredigten, Freiburg 1934, OCLC 251195409.
- Lerne beten, Kind!, Kevelaer 1937 [18. Aufl. 1972], ISBN 3-7666-8109-5.
- Die Straße der Wunder. Die hl. Schrift spricht zu den Kindern, Kevelaer 1955, OCLC 1067975352.
  - De wonderbare weg van Gods volk. De Heilige Schrift spreekt tot de kinderen. Overijse 1959, OCLC 64898177.
- Das Leben Jesu, den Kindern von heute erzählt, Kevelaer 1959 [2. Aufl. 1961], OCLC 73508952.
- Die hl. Erstkommunion in der Gemeinde. Nach den neuen liturgischen Weisungen, Berlin 1966, OCLC 73809708.